# Cryin'
Pour les articles homonymes, voir Crying.
Singles de Aerosmith
Eat the Rich
(1993) Amazing
(1994)
Cryin' est une chanson du groupe Aerosmith écrite par Steven Tyler, Joe Perry et Taylor Rhodes.  Elle est sortie à l'été 1993 comme troisième single de l'album Get a Grip. Le single s'est classé à la première position aux États-Unis via le Mainstream Rock Tracks chart la semaine du 17 juillet 1993.
Aerosmith en fera une reprise avec Christina Milian en 2005 dans le film Be Cool.
Alicia Silverstone est le personnage principal du clip, qui joue une jeune femme dont Steven Tyler est tombé fou amoureux. Elle partage l'écran dans ce clip avec Stephen Dorff. On peut y voir Josh Holloway jouant le rôle du voleur.